# Jan Gunnarsson
Jan Gunnarsson (ur. 30 maja 1962 w Olofström) – szwedzki tenisista, reprezentant w Pucharze Davisa.

## Kariera tenisowa
Karierę zawodową Gunnarsson rozpoczął w 1979 roku, a zakończył w 1994 roku.
W grze pojedynczej wygrał jeden turniej kategorii ATP World Tour oraz osiągnął cztery finały. W zawodach wielkoszlemowych jego najlepszym wynikiem jest awans do półfinału Australian Open z 1989 roku, gdzie odpadł po porażce z Miloslavem Mečířem.
W grze podwójnej Szwed zwyciężył w dziewięciu zawodach z cyklu ATP World Tour i dotarł do dziesięciu finałów.
W latach 1985–1990 reprezentował Szwecję w Pucharze Davisa. W 1989 roku awansował z zespołem do finału rozgrywek, gdzie Szwecja przegrała 2:3 z Republiką Federalną Niemiec.
W rankingu gry pojedynczej Gunnarsson najwyżej był na 25. miejscu (9 grudnia 1985), a w klasyfikacji gry podwójnej na 20. pozycji (30 kwietnia 1984).

### Finały w turniejach ATP World Tour
| Nazwa                        |
| ---------------------------- |
| Wielki Szlem                 |
| Igrzyska olimpijskie         |
| ATP Tour World Championships |
| ATP Masters Series           |
| ATP Championship Series      |
| ATP World Series             |

#### Gra pojedyncza (1–4)
| Końcowy wynik | Nr | Data                 | Turniej   | Nawierzchnia  | Przeciwnik      | Wynik finału            |
| ------------- | -- | -------------------- | --------- | ------------- | --------------- | ----------------------- |
| Finalista     | 1. | 18 marca 1984        | Metz      | Twarda (hala) | Ramesh Krishnan | 3:6, 3:6                |
| Zwycięzca     | 1. | 24 listopada 1985    | Wiedeń    | Twarda (hala) | Libor Pimek     | 6:7, 6:2, 6:4, 1:6, 7:5 |
| Finalista     | 2. | 12 października 1986 | Tuluza    | Twarda (hala) | Guy Forget      | 6:4, 3:6, 2:6           |
| Finalista     | 3. | 19 lipca 1987        | Stuttgart | Ceglana       | Miloslav Mečíř  | 0:6, 2:6                |
| Finalista     | 4. | 26 maja 1991         | Bolonia   | Ceglana       | Paolo Canè      | 7:5, 3:6, 5:7           |

#### Gra podwójna (9–10)
| Końcowy wynik | Nr  | Data                 | Turniej     | Nawierzchnia    | Partner           | Przeciwnicy                      | Wynik finału  |
| ------------- | --- | -------------------- | ----------- | --------------- | ----------------- | -------------------------------- | ------------- |
| Zwycięzca     | 1.  | 8 listopada 1982     | Sztokholm   | Twarda (hala)   | Mark Dickson      | Sherwood Stewart Ferdi Taygan    | 7:6, 6:7, 6:4 |
| Zwycięzca     | 2.  | 13 marca 1983        | Nancy       | Twarda (hala)   | Anders Järryd     | Ricardo Acuña Belus Prajoux      | 7:5, 6:3      |
| Finalista     | 1.  | 22 maja 1983         | Rzym        | Ceglana         | Mike Leach        | Francisco González Víctor Pecci  | 2:6, 7:6, 4:6 |
| Zwycięzca     | 3.  | 15 kwietnia 1984     | Nicea       | Ceglana         | Michael Mortensen | Hans Gildemeister Andrés Gómez   | 6:1, 7:5      |
| Finalista     | 2.  | 22 kwietnia 1984     | Monte Carlo | Ceglana         | Mats Wilander     | Mark Edmondson Sherwood Stewart  | 2:6, 1:6      |
| Zwycięzca     | 4.  | 22 lipca 1984        | Båstad      | Ceglana         | Michael Mortensen | Juan Avendaño Fernando Roese     | 6:0, 6:0      |
| Finalista     | 3.  | 21 października 1984 | Kolonia     | Twarda (hala)   | Joakim Nyström    | Wojciech Fibak Sandy Mayer       | 1:6, 3:6      |
| Finalista     | 4.  | 18 listopada 1984    | Treviso     | Ceglana         | Sherwood Stewart  | Pavel Složil Tim Wilkison        | 2:6, 3:6      |
| Zwycięzca     | 5.  | 25 listopada 1984    | Tuluza      | Twarda (hala)   | Michael Mortensen | Pavel Složil Tim Wilkison        | 6:4, 6:2      |
| Finalista     | 5.  | 29 września 1985     | Barcelona   | Ceglana         | Michael Mortensen | Sergio Casal Emilio Sánchez      | 3:6, 3:6      |
| Finalista     | 6.  | 27 października 1985 | Kolonia     | Twarda (hala)   | Peter Lundgren    | Alex Antonitsch Michiel Schapers | 4:6, 5:7      |
| Finalista     | 7.  | 6 kwietnia 1986      | Kolonia     | Twarda (hala)   | Peter Lundgren    | Kelly Evernden Chip Hooper       | 4:6, 7:6, 3:6 |
| Zwycięzca     | 6.  | 28 września 1986     | Barcelona   | Ceglana         | Joakim Nyström    | Carlos di Laura Claudio Panatta  | 6:3, 6:4      |
| Finalista     | 8.  | 19 października 1986 | Bazylea     | Twarda (hala)   | Tomáš Šmíd        | Guy Forget Yannick Noah          | 6:7, 4:6      |
| Zwycięzca     | 7.  | 12 lipca 1987        | Gstaad      | Ceglana         | Tomáš Šmíd        | Loïc Courteau Guy Forget         | 7:6, 6:2      |
| Finalista     | 9.  | 12 lutego 1989       | Rotterdam   | Dywanowa (hala) | Magnus Gustafsson | Miloslav Mečíř Milan Šrejber     | 6:7, 0:6      |
| Zwycięzca     | 8.  | 22 października 1989 | Wiedeń      | Dywanowa (hala) | Anders Järryd     | Paul Annacone Kelly Evernden     | 6:2, 6:3      |
| Finalista     | 10. | 15 lipca 1990        | Båstad      | Ceglana         | Udo Riglewski     | Ronnie Båthman Rikard Bergh      | 1:6, 4:6      |
| Zwycięzca     | 9.  | 21 kwietnia 1991     | Nicea       | Dywanowa (hala) | Rikard Bergh      | Vojtěch Flégl Nicklas Utgren     | 6:4, 4:6, 6:3 |